# Kenneth Kitchen
Kenneth Anderson Kitchen (Aberdeen, 1932 – 6 de fevereiro de 2025) foi um egiptólogo, escritor e, analista bíblico britânico, professor e membro da pesquisa arqueológica na Universidade de Liverpool (Inglaterra). Foi especialista em arqueologia bíblica, antigo Oriente Próximo e, Terceiro Período Intermediário do Egito, do qual escreveu mais de 250 obras. Foi chamado de "o arquiteto da cronologia egípcia". Teve sua morte divulgada em 6 de fevereiro de 2025.

## Biografia
Kenneth Anderson Kitchen foi professor emérito de egiptologia e membro honorário da Escola de arqueologia, estudos orientais e clássicos da Universidade de Liverpool. Sendo autor de mais de 250 publicações (incluindo artigos e livros), foi considerado um dos principais estudiosos do Período Ramessida (1196-1070 a.C., 19ª e 20ª dinastias) do Império Novo do Egito e, da história do Terceiro Período Intermediário do Antigo Egito (1 070 a.C.-712 a.C.); a sua obra "The Third Intermediate Period in Egypt (1100–650 BC)" é considerada por historiadores como o estudo mais completo deste período, e de acordo com o jornal The Times ele é considerado "o arquiteto da cronologia egípcia".

## Estudo bíblico
Kenneth Kitchen defende a historicidade do Antigo Testamento, um crítico ferrenho da hipótese documental, que publicou vários artigos e livros defendendo a confiabilidade histórica da Bíblia. No livro de 2003 "Sobre a Confiabilidade do Antigo Testamento" ("On the Reliability of the Old Testament") documenta várias alusões (diretas e indiretas) ao rei Davi como o fundador da Antigo Israel, baseado na Estela de Tel Dã ("House of David", estela do século IX a.C. da região de Dã), na Pedra Moabita (estela Mesha) e, na lista do templo de Karnak de Shoshenq I.
Este também publicou artigos para a organização Biblical Archaeology Review: "Para onde foi o ouro de Salomão?" ("Where Did Solomon's Gold Go?", 1989); "Campanha militar de Shishak em Israel verificada" ("Shishak’s Military Campaign in Israel Confirmed", 1989); "A era patriarcal: mito ou história?" ("The Patriarchal Age: Myth or History?", 1995), e; "Como sabemos quando Salomão governou" ("How we know when Solomon ruled", 2001).

## Principais obras
- Suppiluliuma and the Amarna Pharaohs; a study in relative chronology, Liverpool University Press, 1962;[14]
- Ancient Orient and Old Testament . London: Tyndale Press. Chicago: InterVarsity Press, 1966;
- The Bible In Its World. Exeter: Paternoster. Downers Grove: InterVarsity Press 1978, ISBN 0853642117;[15]
- Pharaoh Triumphant: The Life and Times of Ramesses II, King of Egypt. Monumenta Hannah Sheen Dedicata 2. Mississauga: Benben Publications, 1982;[16]
- Documentation for Ancient Arabia. Part 1: Chronological Framework and Historical Sources. The World of Ancient Arabia 1. Liverpool: Liverpool University Press, 1994;[17]
- The World of Ancient Arabia, Liverpool University Press I (1994), II (2000); III, IV in preparation;
- Ramesside Inscriptions, Translations Volume II, Ramesses II, Royal Inscriptions, Oxford-Blackwell, 1996, ISBN 0631184279;[18]
- The Third Intermediate Period in Egypt (1100-650 BC), 3rd ed. Warminster: Aris & Phillips Limited, Warminster, 1996;[5]
- Poetry of Ancient Egypt, Gothenburg, P. Åström förlag, 1999, ISBN 9170811504;
- Regnal and Genealogical data of Ancien Egypt, Kenneth Anderson Kitchen, Bietak, Vienne, 2000;
- Ramesside Inscriptions, Translations Volume III, Ramesses II, His Contemporaries, Oxford-Blackwell, 2001, ISBN 0631184287;
- Ramesside Inscriptions, Translations: Merenptah and the Late Nineteenth Century, Blackwell Pub, 2003, ISBN 0631184295;[19]
- On the Reliability of the Old Testament, Grand Rapids and Cambridge: William B. Eerdmans Publishing Company, 2003, ISBN 0-8028-4960-1.